# Miostatina
A miostatina (formalmente conhecida como factor 8 de crescimento e diferenciação) é uma proteína, sendo demais um fator de crescimento que limita o crescimento do tecido muscular; sendo que concentrações elevadas de miostatina em um indivíduo provocam uma diminuição no desenvolvimento normal dos seus músculos.
A proteína miostatina é produzida em células do músculo esquelético, circula no sangue atuando no tecido muscular, parecendo atrasar o desenvolvimento das "células-mãe" musculares. O mecanismo exato segue sendo desconhecido.
A miostatina e o gene associado foram descobertos 1997 pelos genetistas McPherron e Se-Jin Lee, que também produziram uma estirpe do mutante em ratos com a carência do gene, que eram cerca de duas vezes mais fortes que ratos normais.
O gene foi sequenciado em humanos, ratos, peixes, zebras e vários outro animais, demonstrando poucas diferenças entre espécies. Lee descobriu em 1997 que a raça bovina "Azul Belga Forte" e uma camada de Piedmontese tinham o gene da Miostatina defeituoso. Essas linhagens se produziram através de criação de gado. Em 2001, Lee cria ratos com o gene da miostatina intacto e uma grande massa muscular inserindo mutações que aumentaram a produção de substâncias bloqueadoras da miostatina.
Em 2004, um indivíduo alemão foi diagnosticado com uma mutação em ambas as cópias do gene que produz a Miostatina, fazendo-o consideravelmente mais forte que seus pais. Sua mãe possuía mutação em uma das cópias do gene. Mais recentemente, um garoto americano nascido em 2005 foi diagnosticado com a mesma condição.
Investigações adicionais na miostatina e o gene da miostatina pode conduzir a terapias para a distrofia muscular. A ideia é introduzir substâncias que bloqueiam a miostatina. Em 2002, investigadores da Universidade da Pensilvânia demonstraram que com um anticorpo monocloral específico para a miostatina melhora a condição de ratos com distrofia muscular, provavelmente mediante o bloqueio da ação da Miostatina.
Em 2005, Lee demonstrou que com um tratamento de duas semanas em ratos normais com o receptor de atividade tipo 11B solúvel, uma molécula que se une normalmente às células e à miostatina, conduz a um aumento notável na massa muscular (até 60%). Pensa-se que a união da miostatina com o recetor solúvel impede que ela se una ao receptor da superfície celular.
Até 2005, não existiam remédios no mercado para os seres humanos, mas foi desenvolvido um anticorpo geneticamente modificado para reconhecer a miostatina e neutralizá-la pela companhia farmacêutica de Nova Jersey Wyeth. O inibidor se chama MYO-029 e está atualmente em fase experimental em humanos.
A miostatina é um membro da superfamília de proteínas TGF-beta. A miostatina humana consiste em duas subunidades idênticas, cada uma consistindo de 110 aminoácidos. Seu peso molecular total é de 25.0 kDa. Pode ser produzido por "E. coli" modificada geneticamente e esta disponível para venda. A Universidade Johns Hopkins possui as patentes da miostatina.